# Guatteria brevipedicellata
Guatteria brevipedicellata este o specie de plante angiosperme din genul Guatteria, familia Annonaceae, descrisă de Robert Elias Fries. Conform Catalogue of Life specia Guatteria brevipedicellata nu are subspecii cunoscute.